# Buggy Boy
Buggy Boy ist ein Arcade-Spiel, das 1985 von Tatsumi entwickelt wurde. Die US-Version heißt Speed Buggy und wurde 1986 an Data East lizenziert. Das Spiel war ein beliebtes Rennspiel (Fun-Racer), und es gibt Versionen mit einem oder drei Monitoren.

## Spielprinzip und Technik
Der Spieler steuert einen Geländewagen und muss verschiedene Strecken bewältigen. Es gilt Fähnchen einzusammeln und durch Tore zu fahren. Als Hindernisse gibt es hauptsächlich große Felsbrocken, Absperrungen und Tunnel, sowie gegnerische Fahrzeuge. Der Buggy kann auch springen, wenn er über Schanzen fährt, oder seitlich auf zwei Rädern fahren.
Neben der Standard-Version gibt es auch eine Luxus-Version mit drei Monitoren, die sich leicht abgewinkelt nebeneinander befinden, so dass eine bessere Rundumsicht möglich ist.

### Strecken
- Circuit Off-Road
- North Monte Carlo
- East Safari
- West Paris Dakar
- South Southern Cross

## Produktionsnotizen
Der Spielautomat wurde ab 1987 für folgende Heimcomputer portiert: Amstrad CPC, Atari ST, Commodore 64, Commodore Amiga und ZX Spectrum. Der Emulator M.A.M.E. unterstützt sowohl die Spielhallenversion mit einem als auch die mit drei Monitoren. Die Amiga-Version kommt der echten Version sehr nahe. Die C64-Version ist grafisch wesentlich einfacher gehalten.

## Rezeption
Die deutsche ASM lobte die Portierungen für den Amiga und den Atari ST, die 1988 von Elite Systems erstellt wurden, für Grafik, Sound und Technik, insbesondere flüssiges Scrolling und präzises Zoomen. Das Magazin kritisierte lediglich die geringe Spieldauer. Für die ebenfalls deutsche Power Play hielt Redakteur Boris Schneider nach, dass die „sehr intelligent programmierte“ Steuerung für ein ausgezeichnetes Fahrgefühl sorge. Das Spiel verfüge zudem über eine enorme Langzeitmotivation. Er kritisierte die Grafik als „manchmal recht klobig“ sowie die unzureichende klangliche Unterstützung, die aber der Soundausgabe des Automaten entspreche. Redakteur Heinrich Lenhardt lobte zusätzlich den 3D-Effekt des Spiels als „Meisterleistung“.